# Seznam sídel v Chorvatsku, C
Toto je seznam sídel v Chorvatsku začínajících na písmeno C.
| Název               | Typ     | Župa                     | Město/opčina        | Počet obyvatel (2011) |
| ------------------- | ------- | ------------------------ | ------------------- | --------------------- |
| Cabuna              | vesnice | Viroviticko-podrávská    | Suhopolje           | 787                   |
| Cage                | vesnice | Brodsko-posávská         | Okučani             | 426                   |
| Caginec             | vesnice | Záhřebská                | Ivanić Grad         | 555                   |
| Cancini             | vesnice | Istrijská                | Poreč               | 158                   |
| Careva Draga        | vesnice | Záhřebská                | Krašić              | 5                     |
| Carevdar            | vesnice | Koprivnicko-križevecká   | Križevci            | 438                   |
| Carevići            | vesnice | Přímořsko-gorskokotarská | Vrbovsko            | 17                    |
| Carevo Polje        | vesnice | Karlovacká               | Josipdol            | 146                   |
| Carevo Selo         | vesnice | Karlovacká               | Barilović           | 29                    |
| Cargovec            | vesnice | Varaždinská              | Vidovec             | 410                   |
| Caska               | vesnice | Licko-senjská            | Novalja             | 25                    |
| Cavtat              | vesnice | Dubrovnicko-neretvanská  | Konavle             | 2 153                 |
| Cebovec             | vesnice | Krapinsko-zagorská       | Lobor               | 49                    |
| Celine              | vesnice | Záhřebská                | Vrbovec             | 977                   |
| Celine              | vesnice | Mezimuřská               | Podturen            | 345                   |
| Celine              | vesnice | Záhřebská                | Jastrebarsko        | 68                    |
| Celine Goričke      | vesnice | Záhřebská                | Marija Gorica       | 118                   |
| Celine Samoborske   | vesnice | Záhřebská                | Samobor             | 292                   |
| Cepeliš             | vesnice | Sisacko-moslavinská      | Petrinja            | 59                    |
| Cepidlak            | vesnice | Koprivnicko-križevecká   | Sveti Ivan Žabno    | 155                   |
| Cera                | vesnice | Šibenicko-kninská        | Unešić              | 53                    |
| Cere                | vesnice | Istrijská                | Žminj               | 146                   |
| Cere                | vesnice | Istrijská                | Sveta Nedelja       | 26                    |
| Ceremošnjak         | vesnice | Osijecko-baranjská       | Našice              | 108                   |
| Cerić               | vesnice | Vukovarsko-sremská       | Nuštar              | 1 458                 |
| Cerik               | vesnice | Záhřebská                | Vrbovec             | 48                    |
| Cerina              | vesnice | Bjelovarsko-bilogorská   | Čazma               | 96                    |
| Cerion              | vesnice | Istrijská                | Višnjan             | 66                    |
| Cerjani             | vesnice | Istrijská                | Kaštelir-Labinci    | 20                    |
| Cerje               | vesnice | Město Záhřeb             | Sesvete             | 398                   |
| Cerje               | vesnice | Záhřebská                | Vrbovec             | 217                   |
| Cerje Jesenjsko     | vesnice | Krapinsko-zagorská       | Jesenje             | 158                   |
| Cerje Letovanićko   | vesnice | Sisacko-moslavinská      | Lekenik             | 73                    |
| Cerje Nebojse       | vesnice | Varaždinská              | Maruševec           | 445                   |
| Cerje Pokupsko      | vesnice | Záhřebská                | Pokupsko            | 84                    |
| Cerje Samoborsko    | vesnice | Záhřebská                | Samobor             | 381                   |
| Cerje Tužno         | vesnice | Varaždinská              | Ivanec              | 182                   |
| Cerje Vivodinsko    | vesnice | Karlovacká               | Ozalj               | 22                    |
| Cerna               | opčina  | Vukovarsko-sremská       | Cerna               | 3 791                 |
| Cernik              | opčina  | Brodsko-posávská         | Cernik              | 1 607                 |
| Cernik              | vesnice | Přímořsko-gorskokotarská | Čavle               | 1 397                 |
| Cernik              | vesnice | Záhřebská                | Žumberak            | 11                    |
| Cerovac             | vesnice | Požežsko-slavonská       | Jakšić              | 228                   |
| Cerovac             | vesnice | Osijecko-baranjská       | Bizovac             | 24                    |
| Cerovac             | vesnice | Zadarská                 | Gračac              | 3                     |
| Cerovac Barilovićki | vesnice | Karlovacká               | Barilović           | 110                   |
| Cerovac Vukmanićki  | vesnice | Karlovacká               | Karlovac            | 902                   |
| Cerovački Galovići  | vesnice | Karlovacká               | Duga Resa           | 60                    |
| Cerovica            | vesnice | Záhřebská                | Samobor             | 5                     |
| Cerovlje            | opčina  | Istrijská                | Cerovlje            | 241                   |
| Cerovnik            | vesnice | Karlovacká               | Josipdol            | 144                   |
| Cerovski Vrh        | vesnice | Záhřebská                | Velika Gorica       | 93                    |
| Cesarica            | vesnice | Licko-senjská            | Karlobag            | 123                   |
| Cesarska Ves        | vesnice | Krapinsko-zagorská       | Klanjec             | 14                    |
| Cestica             | opčina  | Varaždinská              | Cestica             | 504                   |
| Cetina              | vesnice | Šibenicko-kninská        | Civljane            | 195                   |
| Cetingrad           | opčina  | Karlovacká               | Cetingrad           | 319                   |
| Cetinovec           | vesnice | Krapinsko-zagorská       | Zlatar              | 129                   |
| Cetinski Varoš      | vesnice | Karlovacká               | Cetingrad           | 29                    |
| Cicvare             | vesnice | Šibenicko-kninská        | Skradin             | 18                    |
| Ciglena             | vesnice | Bjelovarsko-bilogorská   | Bjelovar            | 340                   |
| Ciglenica           | vesnice | Bjelovarsko-bilogorská   | Garešnica           | 368                   |
| Ciglenica           | vesnice | Sisacko-moslavinská      | Popovača            | 134                   |
| Ciglenica Zagorska  | vesnice | Krapinsko-zagorská       | Sveti Križ Začretje | 620                   |
| Ciglenik            | vesnice | Brodsko-posávská         | Oriovac             | 159                   |
| Ciglenik            | vesnice | Požežsko-slavonská       | Kutjevo             | 143                   |
| Cigrovec            | vesnice | Krapinsko-zagorská       | Pregrada            | 414                   |
| Cikote              | vesnice | Požežsko-slavonská       | Pakrac              | 7                     |
| Cirkovljan          | vesnice | Mezimuřská               | Prelog              | 818                   |
| Cirkvena            | vesnice | Koprivnicko-križevecká   | Sveti Ivan Žabno    | 574                   |
| Cista Provo         | opčina  | Splitsko-dalmatská       | Cista Provo         | 469                   |
| Cista Velika        | vesnice | Splitsko-dalmatská       | Cista Provo         | 616                   |
| Civljane            | opčina  | Šibenicko-kninská        | Civljane            | 44                    |
| Cokuni              | vesnice | Istrijská                | Marčana             | 71                    |
| Colnari             | vesnice | Přímořsko-gorskokotarská | Brod Moravice       | 2                     |
| Cremušina           | vesnice | Bjelovarsko-bilogorská   | Veliki Grđevac      | 1                     |
| Cres                | město   | Přímořsko-gorskokotarská | Cres                | 2 289                 |
| Cret Bizovački      | vesnice | Osijecko-baranjská       | Bizovac             | 604                   |
| Cret Viljevski      | vesnice | Osijecko-baranjská       | Viljevo             | 80                    |
| Crevarska Strana    | vesnice | Sisacko-moslavinská      | Gvozd               | 161                   |
| Crikvenica          | město   | Přímořsko-gorskokotarská | Crikvenica          | 6 860                 |
| Crivac              | vesnice | Splitsko-dalmatská       | Muć                 | 310                   |
| Crklada             | vesnice | Istrijská                | Vižinada            | 114                   |
| Crkovec             | vesnice | Varaždinská              | Lepoglava           | 188                   |
| Crkvari             | vesnice | Viroviticko-podrávská    | Orahovica           | 128                   |
| Crkveni Bok         | vesnice | Sisacko-moslavinská      | Sunja               | 117                   |
| Crkveni Vrhovci     | vesnice | Požežsko-slavonská       | Požega              | 30                    |
| Crljenci            | vesnice | Požežsko-slavonská       | Brestovac           | 12                    |
| Crljenik            | vesnice | Zadarská                 | Stankovci           | 130                   |
| Crna Draga          | vesnice | Karlovacká               | Lasinja             | 136                   |
| Crna Mlaka          | vesnice | Záhřebská                | Jastrebarsko        | 30                    |
| Crnac               | vesnice | Sisacko-moslavinská      | Sisak               | 545                   |
| Crnac               | opčina  | Viroviticko-podrávská    | Crnac               | 494                   |
| Crni                | vesnice | Istrijská                | Raša                | 15                    |
| Crni Kal            | vesnice | Licko-senjská            | Senj                | 72                    |
| Crni Lazi           | vesnice | Přímořsko-gorskokotarská | Čabar               | 117                   |
| Crni Lug            | vesnice | Přímořsko-gorskokotarská | Delnice             | 253                   |
| Crni Potok          | vesnice | Sisacko-moslavinská      | Topusko             | 153                   |
| Crno                | vesnice | Zadarská                 | Zadar               | 537                   |
| Crno                | vesnice | Přímořsko-gorskokotarská | Novi Vinodolski     | 1                     |
| Crno Kamanje        | vesnice | Karlovacká               | Generalski Stol     | 16                    |
| Crno Vrelo          | vesnice | Karlovacká               | Slunj               | 7                     |
| Crveni Vrh          | vesnice | Istrijská                | Umag                | 192                   |
| Cubinec             | vesnice | Koprivnicko-križevecká   | Križevci            | 546                   |
| Cugovec             | vesnice | Záhřebská                | Gradec              | 391                   |
| Cukrići             | vesnice | Istrijská                | Svetvinčenat        | 154                   |
| Culibrki            | vesnice | Karlovacká               | Netretić            | 4                     |
| Cunj                | vesnice | Istrijská                | Buzet               | 19                    |
| Curkovec            | vesnice | Záhřebská                | Sveti Ivan Zelina   | 88                    |
| Cvetkovec           | vesnice | Koprivnicko-križevecká   | Rasinja             | 210                   |
| Cvetković           | vesnice | Záhřebská                | Jastrebarsko        | 616                   |
| Cvetković Brdo      | vesnice | Záhřebská                | Velika Gorica       | 32                    |
| Cvetlin             | vesnice | Varaždinská              | Bednja              | 283                   |
| Cvetnić Brdo        | vesnice | Záhřebská                | Pokupsko            | 37                    |
| Cvijanović Brdo     | vesnice | Karlovacká               | Slunj               | 2                     |
| Cvitani             | vesnice | Istrijská                | Višnjan             | 35                    |
| Cvitović            | vesnice | Karlovacká               | Slunj               | 279                   |